# ISO 3166-2:KG
ISO 3166-2 – données pour le Kirghizistan.

## Mise à jour
- ISO 3166-2:2002-12-10 bulletin d’information n° I-4

## Ville (1)en:city,ky:shaar(шаары),ru:gorod(город)
| Code ISO 3166-2 | Ville        | Ville                   | Ville     | Ville                | Ville            | Ville                       |
| Code ISO 3166-2 | Nom kirghize | Nom kirghize (BGN/PCGN) | Nom russe | Nom russe (BGN/PCGN) | Nom russe (GOST) | Nom français (non officiel) |
| --------------- | ------------ | ----------------------- | --------- | -------------------- | ---------------- | --------------------------- |
| KG-GB           | Бишкек       | Bishkek                 | Бишкек    | Bishkek              | Biškek           | Bichkek                     |

## Régions (7)ky:oblast(областы),ru:oblast’(области)
| Code ISO 3166-2 | Région (ou province) | Région (ou province)    | Région (ou province)      | Région (ou province)     | Région (ou province)        |
| Code ISO 3166-2 | Nom kirghize         | Nom kirghize (BGN/PCGN) | Nom russe (BGN/PCGN)      | Nom russe (GOST)         | Nom français (non officiel) |
| --------------- | -------------------- | ----------------------- | ------------------------- | ------------------------ | --------------------------- |
| KG-B            | Баткен               | Batken                  | Batkenskaya oblast’       | Batkenskaja oblast’      | Batken                      |
| KG-C            | Чүй                  | Chü                     | Chuyskaya oblast’         | Čuyskaja oblast’         | Tchouï                      |
| KG-J            | Жалал-Абат           | Jalal-Abad              | Dzhalal-Abadskaya oblast’ | Džalal-Abadskaja oblast’ | Djalal-Abad                 |
| KG-N            | Нарын                | Naryn                   | Narynskaya oblast’        | Narynskaja oblast’       | Naryn                       |
| KG-O            | Ош                   | Och                     | Oshskaya oblast’          | Ošskaja oblast’          | Och                         |
| KG-T            | Талас                | Talas                   | Talasskaya oblast’        | Talasskaja oblast’       | Talas                       |
| KG-Y            | Ысык-Көл             | Ysyk-Köl                | Issyk-Kul'skaya oblast’   | Issyk-Kul'skaja oblast’  | Issyk-koul                  |